# Les Ageux
Les Ageux település Franciaországban, Oise megyében. Lakosainak száma 1147 fő (2022. január 1.). Les Ageux Monceaux, Brenouille és Pont-Sainte-Maxence községekkel határos.

## Népesség
A település népességének változása:
| Lakosok száma | 1122 | 1147 | 1201 | 1179 | 1167 | 1155 | 1143 | 1145 | 1147 |
|               | 2013 | 2015 | 2016 | 2017 | 2018 | 2019 | 2020 | 2021 | 2022 |